# Ri della Valle di Prato
Die Ri della Valle di Prato (auch Riale Valle di Prato) ist ein etwa 8 Kilometer langer Bach im Kanton Tessin, der zwischen Broglio und Prato-Sornico von links in die Maggia mündet.

## Geographie

### Verlauf
Die Quelle des Ri della Valle di Prato liegt in der Nähe der Pianche di Cima auf etwa 2480 m ü. M., am Fuss des 3071 m ü. M. hohen Pizzo Campo Tencia. Der Bach fliesst zu Beginn relativ steil mit anderen Bächen parallel ins Tal. Er nimmt den ersten nach einem knappen Kilometer auf 1970 m ü. M. von links auf. Zu diesem Zeitpunkt hat er bereits die Baumgrenze passiert. Weitere 0,6 km talabwärts nimmt er von rechts auf 1590 m ü. M. den ähnlich grossen Ri del Piatto auf. Ab hier lässt das Gefälle nach. Er nimmt weitere 0,3 km später auch noch den Ri della Loita von links auf und fliesst nun bereits als relativ grosser Bach talwärts im Val di Prato. Auf den folgenden 1,5 km nimmt er einige kleinere Bäche auf, bis auf 1230 m ü. M. mit dem Ri di Fontana wieder ein grösserer Bach von rechts zufliesst. Der Bach erreicht im folgenden Abschnitt nach etwa 1 km auf knapp 1000 m ü. M. den Weiler Pradé und nimmt kurz darauf von links den Ri di Pertüs und von rechts den Ri della Lüinascia auf sowie 0,6 km später den Ri di Chiepi auf 890 m ü. M. Ab hier sind es noch etwas über 1 km, bis der Bach das Val Lavizzara erreicht wo er sich schliesslich Richtung Süden wendet. Nach weiteren 0,5 km mündet er zwischen Broglio und Prato von links auf 688 m ü. M. in die Maggia.

### Einzugsgebiet
Das Einzugsgebiet des Ri della Valle di Prato hat eine Grösse von etwa 30 km². Der höchste Punkt im Einzugsgebiet ist auf 3019 m ü. M. am Pizzo Campo Tencia.